# Guillaume Bodinier
Guillaume Bodinier, född 1795, död 1872, var en fransk historie- och porträttmålare.
Han skolades i Rom av Pierre-Narcisse Guérin och var en utställare i Parissalongen. Efter en långvarig utlandsvistelse återkom han till hemstaden Angers och blev där chef för ett museum.